# توبای، اگوسن دل نورته
توبای، اگوسن دل نورته (به لاتین: Tubay, Agusan del Norte) یک سکونتگاه مسکونی در فیلیپین است که در آگوسان شمالی واقع شده‌است.

## خصوصیات
توبای ۱۳۸٫۰۹ کیلومترمربع مساحت و ۲۰٬۴۲۶ نفر جمعیت دارد.